# Nitride
Als Nitride bezeichnet man die chemischen Verbindungen des Stickstoffs (lat.: Nitrogenium) mit einem weiteren, weniger elektronegativen Element. Dem Stickstoff wird in diesen Verbindungen formal eine dreifach negative Ladung (Oxidationszahl) zugesprochen (N3−: Nitrid-Anion). Nitride kann man nach dem jeweiligen Charakter des vorherrschenden Bindungstyps einordnen. Von ionischen (salzartigen) Nitriden spricht man, wenn der Bindungspartner ein stark elektropositives Metall wie z. B. Lithium im Lithiumnitrid ist. Metallische Nitride bilden sich oft zusammen mit Übergangsmetallen, wie beispielsweise den verschiedenen Eisennitriden. Im Falle von Nichtmetallen oder Halbmetallen als Bindungspartner bilden sich zumeist vorwiegend kovalent gebundene, dreidimensionale Festkörper wie Aluminiumnitrid oder – seltener – typische Molekülverbindungen wie Ammoniak („Wasserstoffnitrid“), als dessen Salze oder Derivate (Abkömmlinge) die Nitride aufgefasst werden können.
Die Nitride sind nicht mit den Nitriten (NO2−), den Salzen der Salpetrigen Säure, zu verwechseln.

## Beispiele

### Kovalente Nitride
Kovalente Nitride sind zum Teil diamantartig (Beispiel: Bornitrid), zum Teil sehr reaktiv und instabil (Beispiel: Iodstickstoff). Doch auch Bornitrid kann chemisch umgesetzt werden, z. B. zu Iodstickstoff – erstmals 1990 aus Bornitrid und Iodfluorid bei −30 °C in Trichlorfluormethan.
{\displaystyle \mathrm {BN+3\ IF\ {\xrightarrow {-30\,^{\circ }\mathrm {C} }}\ NI_{3}+BF_{3}} }
Kovalente Nitride entstehen mit den Elementen der 3. bis 5. Hauptgruppe.
Wichtige kovalente Nitride neben Bornitrid (BN) mit Elementen der 3. Hauptgruppe sind Aluminiumnitrid (AlN) und  Galliumnitrid (GaN) sowie Indiumnitrid (InN).
Mit Elementen der 4. Hauptgruppe bilden sich Kohlenstoffnitride (C3N4, Gegenstand aktueller Forschung, theoretisch härter als Diamant), Siliciumnitrid (Si3N4, für hochfeste, hochtemperaturbeständige technische Keramiken),  Germaniumnitrid (Ge3N4), und Zinn(IV)-nitrid (Sn3N4).
Auch Phosphornitrid (P3N5) zählt zu den kovalenten Nitriden, ebenso wie die Nitride edlerer Metalle, Beispiel: Kupfer(I)-nitrid (Cu3N).

### Metallische Nitride
Metallische Nitride sind in der Regel Einlagerungsverbindungen (wie interstitielle Legierungen) und bilden sehr harte Kristalle. Sie werden von den Übergangsmetallen der 4. bis 8. Nebengruppe gebildet. Als Hartwerkstoffe sind hier u. a. zu nennen: Titannitrid (TiN, in Vergütungsschichten auf Bohrern, Fräsern, Hartmetall Wendeschneidplatten), Tantalnitrid (TaN), Chromnitrid (CrN, Vergütung von Spezialwerkzeugen aus Chrom). Beim Nitrieren von Stahl entstehen Eisennitridphasen wie Fe4N und Fe3N1+x sowie Nitride diverser Legierungselemente.

### Ionische Nitride
Ionische Nitride sind Stoffe von salzartigem Charakter. Sie reagieren mit Wasser und Säuren zu Ammoniakgas und Metall-Hydroxiden, da das Nitrid-Ion protoniert wird (Säure-Base-Reaktion). So kann z. B. aus Magnesium Ammoniak erzeugt werden: Bei der Verbrennung von Magnesiumpulver entsteht Magnesiumnitrid als gelber Feststoff (zum Beispiel beim Erhitzen von metallischem Magnesium auf ca. 600 °C unter Stickstoffatmosphäre statt Luft), Reaktionsgleichung:
{\displaystyle \mathrm {3\ Mg+\ N_{2}\longrightarrow \ Mg_{3}N_{2}} }
(Bei der Verbrennung von Magnesiummetall an Luft entsteht es neben Magnesiumoxid (MgO) und lässt dieses gelblich erscheinen).
Mit Wasser hydrolysiert dieses salzartige Magnesiumnitrid dann zu Magnesiumhydroxid und Ammoniakgas:
{\displaystyle \mathrm {Mg_{3}N_{2}+6\ H_{2}O\longrightarrow 3\ Mg(OH)_{2}+2\ NH_{3}} }
Zur Gruppe der salzartigen, ebenso mit Wasser reagierenden Nitride gehören Alkalinitride wie Lithiumnitrid (Li3N) und Natriumnitrid (Na3N), zu den Erdalkalinitriden Berylliumnitrid (Be3N2, teilweise kovalent), das oben genannte Magnesiumnitrid (Mg3N2) und Calciumnitrid (Ca3N2). Auch mit anderen, elektropositiven Nebengruppenmetallen existieren ionische Nitride, so z. B. Zinknitrid (Zn3N2), Scandiumnitrid (ScN), Yttriumnitrid (YN), Lanthannitrid (LaN), Zirconium(IV)-nitrid (Zr3N4), Tantal(V)-nitrid (Ta3N5), Urannitride (UN, U2N3, UN2) und Thorium(IV)-nitrid (Th3N4).

## Verwendung
Die meisten technisch genutzten Nitride werden zur Oberflächenhärtung eingesetzt. So nutzt man z. B. Siliciumnitrid (Si3N4) als Antireflexionsschicht. Metallartige und die sogenannten diamantartigen Nitride dienen als Hartstoffe, Hochtemperatur- und feuerfeste Keramikwerkstoffe, z. B. Titannitrid (TiN).
Ebenfalls werden Nitride in der Mikroelektronik eingesetzt. Dort finden sie Anwendung als Diffusionsbarrieren (z. B. Tantalnitrid) oder Passivierungsschichten (vor allem Siliciumnitrid).
Nitride von Elementen der 3. Hauptgruppe (AlN, GaN, InN) sind III-V-Halbleiter und werden in elektrooptischen Geräten wegen ihrer großen Bandlücke zur Erzeugung von Licht mit kurzen Wellenlängen  (blau) eingesetzt. Damit bilden sie auch eine Grundlage zur Herstellung von weißen LEDs.

## Vorkommen von Nitriden in der Natur

### Mineralien
Nitridische Mineralien sind extrem selten. Sie können sich nur unter sauerstofffreien Bedingungen bilden. Dies ergibt sich aus der sehr viel höheren Reaktivität von Sauerstoff O2 („Diradikal“, Dissoziationsenthalpie 498,67 kJ/mol) gegenüber dem Stickstoff N2 (Dreifachbindung, Dissoziationsenthalpie 946,04 kJ/mol).
- Roaldit (Fe4N)
- Siderazot (Fe3N)
- Osbornit (TiN)
- Carlsbergit (CrN)
- Sinoit (Si2ON2)